# Ceroplesis elgonensis
Ceroplesis elgonensis är en skalbaggsart som beskrevs av Aurivillius 1924. Ceroplesis elgonensis ingår i släktet Ceroplesis och familjen långhorningar.
Artens utbredningsområde är Kenya. Inga underarter finns listade i Catalogue of Life.